# Gerd Mærsk
Die Gerd Mærsk war ein dänischer Öltanker. Das Schiff wurde vor allem dadurch bekannt, dass es im Januar 1955 in der Elbmündung auf Grund lief und erst nach dem Leichtern von etwa 7.000 Tonnen Rohöl wieder freikam.

## Geschichte

### Vorgeschichte
Das Schiff wurde 1950 bei der japanischen Werft Mitsui Engineering & Shipbuilding in Tamano gebaut. Eigentümer war die dänische Reedereigruppe A/S Dampskibsselskabet Svendborg og Dampskibsselskabet af 1912 A/S, ein Unternehmen der A. P. Møller-Mærsk aus Kopenhagen. Der Tanker war knapp 170 Meter lang und besaß eine Tragfähigkeit von 18.645 Tonnen.
Die Gerd Mærsk kollidierte am 21. Juni 1951 am Ausgang des Sueskanals mit dem amerikanischen Ankerlieger John Chester Kendall, wobei aber lediglich ein Sachschaden entstand.

### Havarie in der Elbmündung
Am 16. Januar 1955 befand sich die Gerd Mærsk auf einer Reise mit Rohöl nach Hamburg. Unterhalb des Feuerschiffs Elbe I nahm der Tanker einen Elblotsen an Bord, der aufgrund des herrschenden schweren Schneesturms dazu riet, auf Höhe der „Tonne C“ auf Reede eine Wetterbesserung abzuwarten. Unter dem Kommando des Kapitäns Hjalmar Houmann benötigte der beladene Tanker mehrere Anläufe, bis er auf Höhe der „Tonne 2“ mit vier Kettenlängen vor Anker ging. Bald darauf ankerte das deutsche Stückgutschiff Kandelfels der Reederei DDG Hansa in der Nähe des dänischen Tankers.
Im Laufe der Nacht begann der Tanker am Anker in Richtung der Kandelfels zu vertreiben. Der noch zur Verfügung stehende Backbordanker wurde entgegen dem Rat des Lotsen nicht geworfen, ebenso wenig wollte man auf der Gerd Mærsk ankerauf gehen. Unterdessen nahm der Wind auf Orkanstärke zu und trieb den Tanker weiter auf das Scharhörn-Riff zu. Als man an Bord schließlich die Entscheidung traf, doch den Anker einzuholen, um das Schiff besser in den Wind drehen zu können, gelang es der Gerd Mærsk nicht mehr, in sicheres tieferes Fahrwasser zu gelangen. Der Tanker lief auf Grund, wobei das Ruder brach und das Achterschiff leckschlug.

### Die Rettungsaktion
Im Laufe des Vormittags des 17. Januar trafen die zur Hilfe gerufenen Schiffe Seefalke, Danzig, Goliath, Taucher Otto Wulff III und Alk beim Havaristen ein, in dessen Achterschiff das eingedrungene Wasser inzwischen sechs Meter hoch stand. Die Schlepper machten in den folgenden sechs Stunden am Heck des dänischen Tankers fest, konnten aber aufgrund des weiterhin schweren Wetters zunächst keinen Erfolg erzielen. Am folgenden Morgen pumpte man auf der Gerd Mærsk einen Teil der Ölladung um, um dem Heck größeren Auftrieb zu geben, aber auch danach war nur eine Drehung des Grundsitzers um 23 Grad zu erzielen. Am Morgen des 19. Januar hatte sich das Heck des Tankschiffes bereits rund zweieinhalb Meter in den Sand eingegraben; stündlich drangen etwa 70 Kubikmeter Wasser ein, was mit der zur Verfügung stehenden Pumpenkapazität soeben unter Kontrolle gehalten werden konnte. Nachdem der erste Öltank des schwer beanspruchten Schiffes leckgeschlagen war, trat an Bord der Gerd Mærsk schließlich der Schiffsrat zusammen und entschloss sich, einen Teil der Ladung über Bord zu pumpen, um das Schiff vor dem Auseinanderbrechen zu bewahren, dabei wurden ca. 7.000 – 8.000 Tonnen Rohöl freigesetzt. Der Tanker im Wert von umgerechnet rund 24 Millionen Euro kam gegen 20:00 Uhr mit Schlepperhilfe frei und wurde mit einer Restladung von über 10.000 Tonnen bis zum folgenden Tag nach Hamburg geschleppt, wo seine Ladung gelöscht und die Beschädigungen repariert wurden.

### Folgen
Das ausgetretene Öl bedeckte zwischenzeitlich eine Fläche von 1.600 Quadratkilometern. Der Ölteppich wurde in den folgenden Tagen mit einer großen Anzahl von Schiffen und aus der Luft bekämpft. Unter anderem wandte man chemische Stoffe an und versuchte das Öl mit hinzugegebenem Benzin in Brand zu setzen. Keine der Maßnahmen zeigte durchgreifenden Erfolg. Es kam in den betroffenen Küstenabschnitten von der Elbmündung, über die deutschen Inseln Amrum, Föhr und Sylt, den dänischen Inseln Rømø und Fanø bis nach Esbjerg zu Verschmutzungen und Vogelsterben. Die Reinigung der Küstenabschnitte kostete mehrere Millionen DM.
Bemerkenswert am Unfall war, dass das Verhalten des freigesetzten Öls Gegenstand einer Reihe von frühen wissenschaftlichen Betrachtungen über Bewegungen von Ölfreisetzungen in der Nordsee war.